# Tlacolulan
Vidal Diaz Muñoz es una localidad del estado mexicano de Veracruz. Es cabecera del municipio de Tlacolulan.

## Demografía
| Censo | Población |
| ----- | --------- |
| 1900  | 434       |
| 1910  | 1244      |
| 1921  | 457       |
| 1930  | 633       |
| 1940  | 765       |
| 1950  | 829       |
| 1960  | 753       |
| 1970  | 963       |
| 1980  | 1167      |
| 1990  | 1058      |
| 1995  | 1152      |
| 2000  | 1177      |
| 2005  | 1323      |
| 2010  | 1453      |
| 2020  | 1539      |